# Río Conay
El río Conay es un curso de agua que fluye en la Región de Atacama para descargar sus aguas en el río El Tránsito de la cuenca del río Huasco, en la Región de Atacama, Chile.

## Trayecto
El río nace en la confluencia de los ríos Laguna Grande y Laguna Chica, que provienen de las lagunas homónimas cerca de la frontera internacional, en pleno corazón de la cordillera andina.: 231 
En su confluencia con el río Chollay está ubicado el poblado de Conay. Allí nace el río El Tránsito.

## Caudal y régimen
La subcuenca del río Tránsito, que incluye la del Conay, presenta un régimen nival, con los mayores crecidas entre noviembre y enero, en años húmedos, mientras que en años secos se observan caudales muy bajos a lo largo del año. El período de estiaje ocurre en el trimestre dado por los meses de julio, agosto y septiembre.: 48–49 

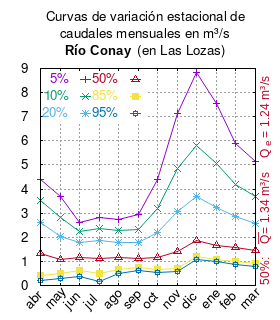
Curvas de variación estacional del río Conay en Las Lozas.

El caudal del río (en un lugar fijo) varía en el tiempo, por lo que existen varias formas de representarlo. Una de ellas son las curvas de variación estacional que, tras largos periodos de mediciones, predicen estadísticamente el caudal mínimo que lleva el río con una probabilidad dada, llamada probabilidad de excedencia. La curva de color rojo ocre (con {\displaystyle {\color {Red}\vartriangle }}) muestra los caudales mensuales con probabilidad de excedencia de un 50%. Esto quiere decir que ese mes se han medido igual cantidad de caudales mayores que caudales menores a esa cantidad. Eso es la mediana (estadística), que se denota Qe, de la serie de caudales de ese mes. La media (estadística) es el promedio matemático de los caudales de ese mes y se denota {\displaystyle {\overline {Q}}}. 
Una vez calculados para cada mes, ambos valores son calculados para todo el año y pueden ser leídos en la columna vertical al lado derecho del diagrama. El significado de la probabilidad de excedencia del 5% es que, estadísticamente, el caudal es mayor solo una vez cada 20 años, el de 10% una vez cada 10 años, el de 20% una vez cada 5 años, el de 85% quince veces cada 16 años y la de 95% diecisiete veces cada 18 años. Dicho de otra forma, el 5% es el caudal de años extremadamente lluviosos, el 95% es el caudal de años extremadamente secos. De la estación de las crecidas puede deducirse si el caudal depende de las lluvias (mayo-julio) o del derretimiento de las nieves (septiembre-enero).

## Historia
Francisco Astaburuaga escribió en 1899 en su obra póstuma Diccionario geográfico de la República de Chile sobre el río:
Conay.-—Riachuelo corto de la sierra oriental del departamento de Vallenar, que se une con el de Chollay, y se echan en el río de los Naturales. Tiene en sus orillas, en el abra por donde corre, varias parcelas de terrenos cultivados.